# Eredivisie (mannenhandbal) 2011/12
De AfAB Eredivisie is de hoogste afdeling van het Nederlandse handbal bij de heren op landelijk niveau. In het seizoen 2011/2012 werd KRAS/Volendam landskampioen. Hellas degradeerde naar de Eerste divisie.

## Opzet
Eerst speelden de tien ploegen een reguliere competitie, de nummers een tot en met zes van deze reguliere competitie speelden in de kampioenspoule, waarvan de beste twee zich kwalificeren voor de Best of Three-serie. De winnaar van deze serie is de landskampioen van Nederland. De nummers zeven tot en met tien speelden in de degradatiepoule. De laagst geklasseerde ploeg in de degradatiepoule degradeerde rechtstreeks naar de eerste divisie. De een na laatste speelde een wedstrijd tegen de winnaar van het periodekampioenschap van de eerste divisie, om één plaats in de eredivisie.

## Teams
| Club             | Plaats         | Provincie     | Trainers                                           | Hal              |
| ---------------- | -------------- | ------------- | -------------------------------------------------- | ---------------- |
| FIQAS/Aalsmeer   | Aalsmeer       | Noord-Holland | René Romeijn                                       | De Bloemhof      |
| Eurotech/Bevo HC | Panningen      | Limburg       | William Gommans                                    | De Heuf          |
| Pals Groep/E&O   | Emmen          | Drenthe       | Arthur Langedijk                                   | Harwig Arena     |
| HARO Rotterdam   | Rotterdam      | Zuid-Holland  | Alex Curescu Miki Zornic ontslagen in oktober 2011 | Albeda College   |
| Hellas           | Den Haag       | Zuid-Holland  | Nico Stet                                          | Hellashal        |
| Kremer/Hurry-Up  | Zwartemeer     | Drenthe       | Joop Fiege                                         | De Eendracht     |
| OCI-LIONS        | Sittard-Geleen | Limburg       | Gabrie Rietbroek                                   | Glanerbrook      |
| Quintus          | Kwintsheul     | Zuid-Holland  | Eelco Overkleeft Jeroen Sebel                      | Van der Voorthal |
| Swift Arnhem     | Arnhem         | Gelderland    | Paul Schuurkens                                    | Elderveld        |
| KRAS/Volendam    | Volendam       | Noord-Holland | Martin Vlijm                                       | Opperdam         |

## Reguliere competitie
| Pos | Club             | Wed | W  | G | V  | Ptn | DV  | DT  | +/−  | Opmerking                           |
| --- | ---------------- | --- | -- | - | -- | --- | --- | --- | ---- | ----------------------------------- |
| 1   | KRAS/Volendam    | 18  | 15 | 0 | 3  | 30  | 561 | 436 | +125 | Gekwalificeerd voor kampioenspoule  |
| 2   | Kremer/Hurry-Up  | 18  | 12 | 2 | 4  | 26  | 540 | 466 | +74  | Gekwalificeerd voor kampioenspoule  |
| 3   | OCI-LIONS        | 18  | 11 | 3 | 4  | 25  | 564 | 460 | +104 | Gekwalificeerd voor kampioenspoule  |
| 4   | Pals Groep/E&O   | 18  | 11 | 1 | 6  | 23  | 532 | 462 | +70  | Gekwalificeerd voor kampioenspoule  |
| 5   | Quintus          | 18  | 9  | 2 | 7  | 20  | 467 | 449 | +18  | Gekwalificeerd voor kampioenspoule  |
| 6   | Eurotech/Bevo HC | 18  | 10 | 0 | 8  | 20  | 472 | 467 | +5   | Gekwalificeerd voor kampioenspoule  |
| 7   | FIQAS/Aalsmeer   | 18  | 8  | 0 | 10 | 16  | 452 | 482 | −30  | Gekwalificeerd voor degradatiepoule |
| 8   | HARO Rotterdam   | 18  | 4  | 0 | 14 | 8   | 470 | 552 | −82  | Gekwalificeerd voor degradatiepoule |
| 9   | Hellas           | 18  | 4  | 0 | 14 | 8   | 401 | 522 | −121 | Gekwalificeerd voor degradatiepoule |
| 10  | Swift Arnhem     | 18  | 2  | 0 | 16 | 4   | 428 | 591 | −163 | Gekwalificeerd voor degradatiepoule |

## Nacompetitie

### Degradatiepoule
| Pos | Club           | Wed | W | G | V | Ptn | DV  | DT  | +/− | BP | Opmerking                                                     |
| --- | -------------- | --- | - | - | - | --- | --- | --- | --- | -- | ------------------------------------------------------------- |
| 1   | FIQAS/Aalsmeer | 6   | 4 | 1 | 1 | 13  | 164 | 127 | +37 | 4  |                                                               |
| 2   | HARO Rotterdam | 6   | 3 | 0 | 3 | 9   | 142 | 145 | −3  | 3  |                                                               |
| 3   | Swift Arnhem   | 6   | 3 | 0 | 3 | 7   | 149 | 167 | −18 | 1  | Best of two tegen winnaar periodekampioenschap eerste divisie |
| 4   | Hellas         | 6   | 1 | 1 | 4 | 5   | 133 | 149 | −16 | 2  | Directe degradatie naar eerste divisie                        |

### Kampioenspoule
| Pos | Club             | Wed | W | G | V | Ptn | DV  | DT  | +/− | BP | Opmerking                         |
| --- | ---------------- | --- | - | - | - | --- | --- | --- | --- | -- | --------------------------------- |
| 1   | KRAS/Volendam    | 10  | 7 | 1 | 2 | 21  | 323 | 278 | +45 | 6  | Gekwalificeerd voor Best of Three |
| 2   | OCI-LIONS        | 10  | 7 | 0 | 3 | 13  | 282 | 266 | +16 | 4  | Gekwalificeerd voor Best of Three |
| 3   | Pals Groep/E&O   | 10  | 5 | 0 | 5 | 13  | 318 | 316 | −8  | 2  |                                   |
| 4   | Kremer/Hurry-Up  | 10  | 4 | 0 | 6 | 13  | 262 | 280 | +18 | 5  |                                   |
| 5   | Eurotech/Bevo HC | 10  | 5 | 1 | 4 | 12  | 280 | 285 | −5  | 1  |                                   |
| 6   | Quintus          | 10  | 1 | 0 | 9 | 4   | 249 | 289 | −40 | 2  |                                   |

1. 1 2 3 4  Speelt volgend seizoen Benelux Liga

## Best of Three
| 26 mei 2012 | KRAS/Volendam | 36 - 38 | OCI-LIONS | Opperdam, Volendam |
| 26 mei 2012 |               |         |           | Opperdam, Volendam |
| 26 mei 2012 |               |         |           | Opperdam, Volendam |

| 28 mei 2012 | OCI-LIONS | 28 - 31 | KRAS/Volendam | Glanerbrook, Geleen |
| 28 mei 2012 |           |         |               | Glanerbrook, Geleen |
| 28 mei 2012 |           |         |               | Glanerbrook, Geleen |

| 3 juni 2012 | KRAS/Volendam | 26 - 21 | OCI-LIONS | Opperdam, Volendam |
| 3 juni 2012 |               |         |           | Opperdam, Volendam |
| 3 juni 2012 |               |         |           | Opperdam, Volendam |